# Tallone
Tallone je naselje in občina v francoskem departmaju Haute-Corse regije - otoka Korzika. Leta 1999 je naselje imelo 302 prebivalca.

## Geografija
Kraj leži v vzhodnem delu otoka Korzike 76 km južno od središča Bastie.

## Uprava
Občina Tallone skupaj s sosednjimi občinami Aléria, Ampriani, Campi, Canale-di-Verde, Chiatra, Linguizzetta, Matra, Moïta, Pianello, Pietra-di-Verde, Tox, Zalana in Zuani sestavlja kanton Moïta-Verde s sedežem v Moïti. Kanton je sestavni del okrožja Corte.